# 戴門·帕特森
戴門·帕特森（英語：Daymon Scott “Daym” Patterson，1977年9月24日—）是美國的美食評論家、YouTuber、電視節目主持人。2012年，他在影片分享網站YouTube上發表對Five Guys外帶餐點的評論影片並因此走紅，該評論被格雷戈里兄弟製作成歌曲並因此成為網路爆紅短片，之後他成為旅遊頻道製作的美食評論節目《好到不行的外帶餐點》（Best Daym Takeout）的主持人。

## 職業生涯
在帕特森成為速食評論家之前，他在諸如沃爾瑪之類的量販店擔任經理，也曾在車美仕擔任採購，後來他成為全職的速食評論家，在影片中評論了漢堡王、麥當勞、盒子裡的傑克、In-N-Out漢堡和塔可鐘的餐點，並憑著對Five Guys外帶的評論影片〈Five Guys Burgers and Fries Review〉一舉成名，他在影片裡評論了起司漢堡和薯條，而該影片被格雷戈里兄弟重新混音成歌曲〈Oh My Dayum〉，中文圈通常譯為〈堡到不行〉，這支網路爆紅短片也讓他更加知名。之後他的母親告訴他，要多介紹一些有益身體健康的食物，而他也採納了這些建議。
他在網路上的名氣引發NBC新聞、Gawker等媒體前來採訪，The Daily Dot的Chase Hoffberger稱帕特森是「YouTube上最有趣的美食評論家」。此外他還擔任了《吉米A咖秀》其中一集的來賓。2013年2月，他擔任大餐時間其中一集〈路德千層麵〉（Luther Lasagna）的來賓。他並擔任旅遊頻道製作的美食評論節目《好到不行的外帶餐點》（Best Daym Takeout）的主持人，在該節目中，他走訪美國各地品嘗不同的食物，並在他的車內拍攝評論。
他還出演了大力水手炸雞和漢堡王的速食廣告，2021年6月，帕特森在Netflix上的節目《鮮炸香酥脆：美國炸物巡禮》（Fresh, Fried and Crispy）開播。